# Heo Young-saeng
Heo Young-saeng (허영생?; Gochang, 3 novembre 1986) è un cantante e attore sudcoreano.
È membro della boy band SS501 dal 2005. Nel 2010 è passato dalla DSP Media alla B2M Entertainment insieme al collega Kim Kyu-jong per debuttare da solista nel maggio 2011 con l'album Let It Go.

## Discografia

### Discografia coreana
Mini album
- 2011 - Let It Go
- 2012 - SOLO
- 2013 - Life
- 2013 - She

### Discografia giapponese
Album studio
- 2012 - Over joyed
- 2013 - Memories to You